# أرني ساندي
أرني ساندي (بالدنماركية: Arne Sande)‏ (18 مارس 1905 – 31 مايو 1985) هو ملاكم دنماركي راحل، مثّل بلاده في الألعاب الأولمبية الصيفية 1928.

## وصلات خارجية
أرني ساندي على موقع بوكس ريك (الإنجليزية) (registration required)
- أرني ساندي على موقع أوليمبيديا (الإنجليزية)